# Trolleybus de Wellington
Le trolleybus de Wellington est un réseau de trolleybus qui dessert l'agglomération de Wellington, en Nouvelle-Zélande.

## Réseau actuel

### Aperçu général
Le réseau actuel compte huit lignes. Le service est assuré tous les jours, sauf sur la ligne 6 (seulement aux heures de pointe du lundi au vendredi) et sur les lignes 9 et 10 (du lundi au vendredi et pas le soir). Il n'y a pas assez de trolleybus pour garantir tous les déplacements sur ces lignes mais les bus diesel fonctionnent tous les jours. Certains trajets de la ligne 6 dépassent les lignes aériennes de contact à partir de Molesworth Street et sont exploités par des bus diesel. Les services du soir sont habituellement exploités par des bus diesel et les trolleybus ne fonctionnent pas le week-end.
1 Wellington Railway Station-Island Bay
2 Wellington Railway Station-Miramar
3 Karori Park-Lyall Bay
6 Wellington Railway Station-Lyall Bay
7 Wellington Railway Station-Kingston
9 Wellington Railway Station-Aro St
10 Wellington Railway Station-Newtown Park Zoo
11 Wellington Railway Station-Seatoun

### Matériel roulant
La flotte comporte 60 véhicules.

## Galerie

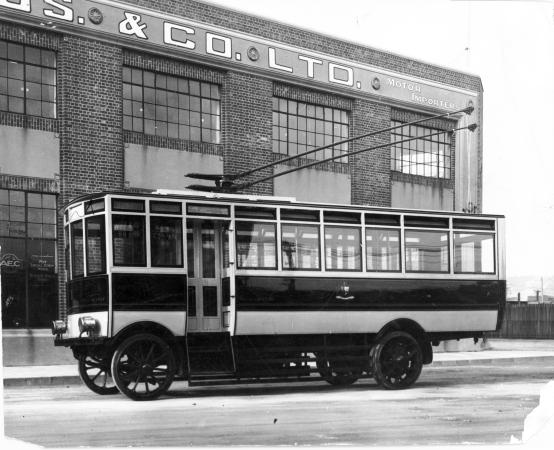
Premier trolleybus à Wellington en 1924
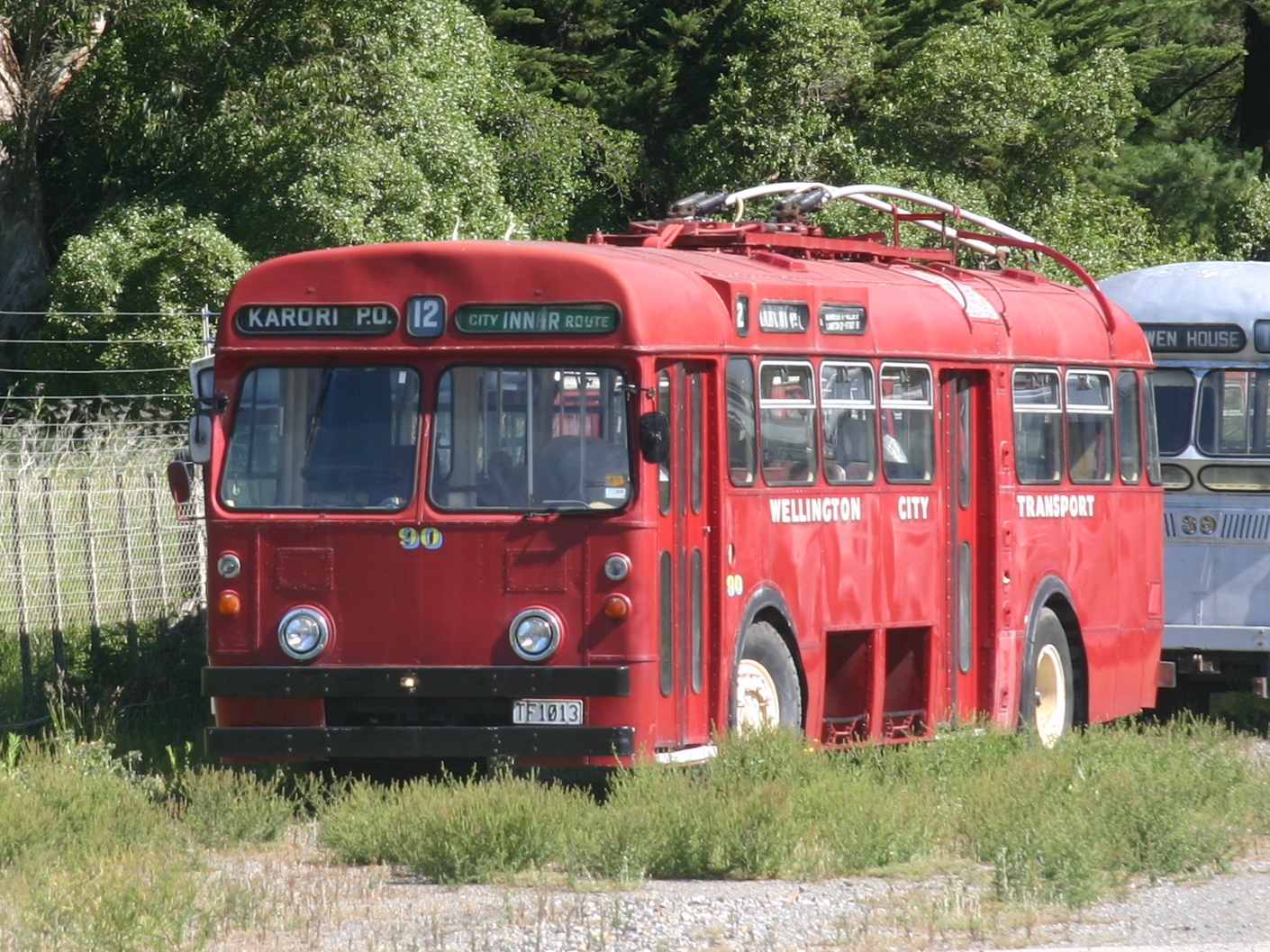
BUT RETB1 en service de 1964 à 1986
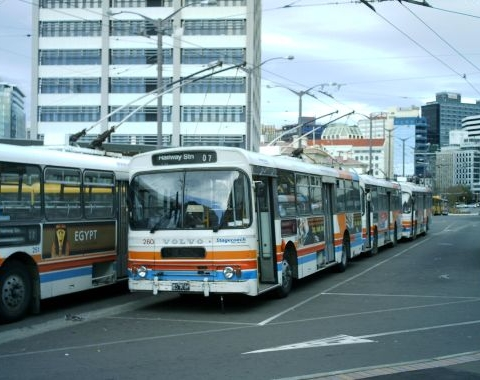
Trolleybus Volvo
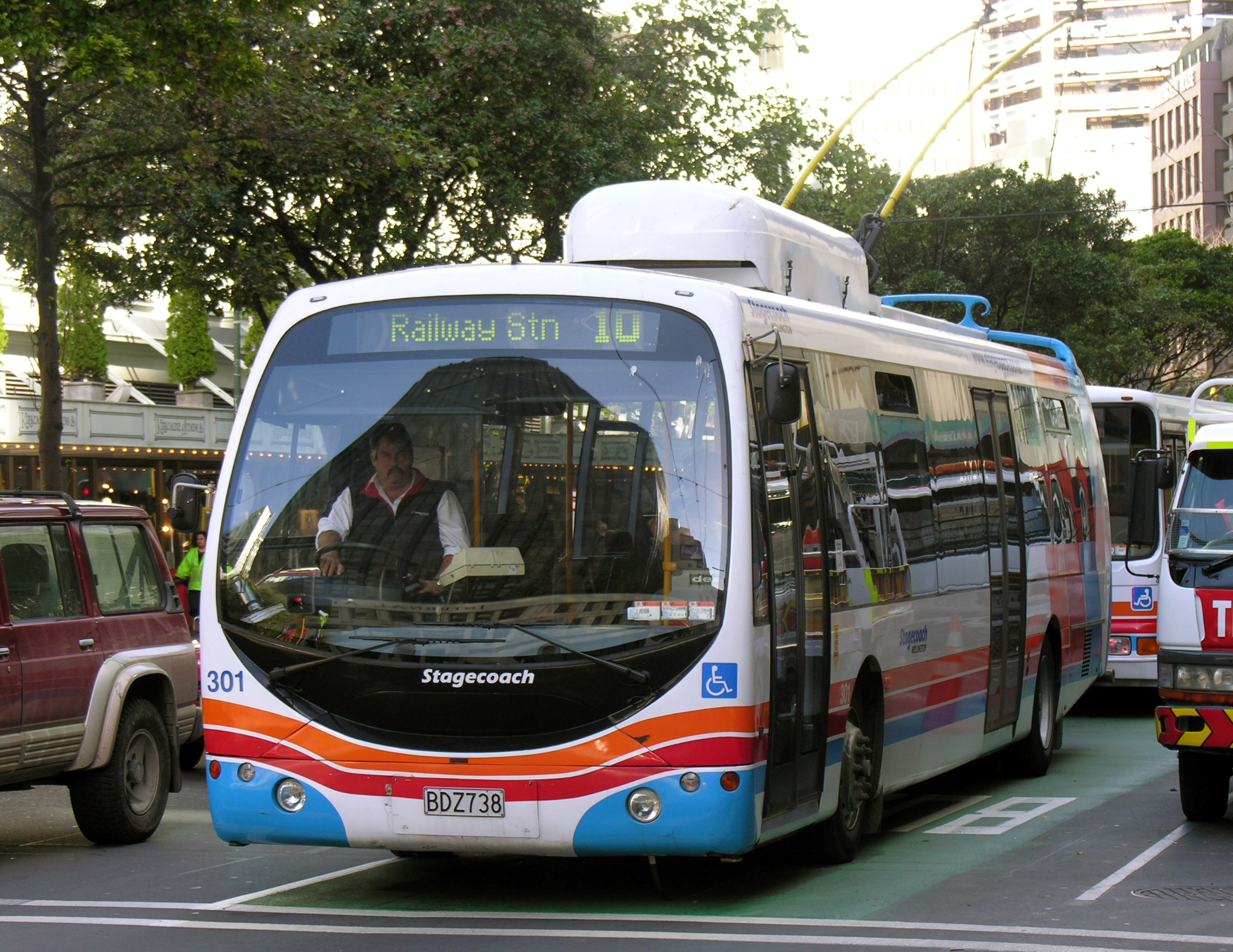
Trolleybus à plancher bas livré en 2003